# Endometrioma
En medicina, se denomina endometrioma a un tipo de quiste que se forma en los ovarios como consecuencia de la enfermedad ginecológica llamada endometriosis. Se llama endometrioma ovárico por presentarse sobre todo en el ovario, aunque puede aparecer en otras localizaciones. Se designa también como quiste de chocolate por contener en su interior una sustancia oscura y espesa que por su aspecto puede recordar al chocolate.Generalmente son bilaterales, es decir afectan tanto al ovario derecho como al izquierdo.
El endometrioma está formado por tejido endometrial que está situado fuera de su localización natural, combinado con sangre y rodeado de epitelio, adoptando un aspecto quístico.

## Síntomas
Generalmente se presenta un dolor intenso en la parte inferior del abdomen. Sin embargo, los síntomas pueden variar de una persona a otra y en algunos casos puede permanecer asintomático.
Los síntomas más comunes son:
- Calambres abdominales
- Dolor menstrual
- Períodos irregulares
- Manchado o sangrado anormal entre períodos
- Dolor en la pelvis al orinar o defecar
- Dolor en la pelvis al hacer ejercicio
- Dolor durante las relaciones sexuales
- Flujo vaginal de color oscuro
- Infertilidad

## Causas
En 1921 John Sampson señaló que los endometriomas podrían formarse cuando el tejido que normalmente se elimina del útero se mueve hacia los ovarios debido a una perforación uterina, sin embargo, aún no se conoce la causa precisa de la formación de endometriomas ováricos. Actualmente existen tres principales teorías al respecto:
1. Invaginación de la corteza ovárica. Parte del ovario se hunde y se cierra, atrapando tejido de endometriosis en su superficie, lo que crea un pseudoquiste.
2. Un quiste ya presente en la superficie del ovario cambia su tejido y se convierte en un endometrioma.
3. Células de endometriosis invaden un quiste funcional del ovario y lo transforman en un endometrioma.

## Diagnóstico
Se calcula que el 50% de las mujeres afectadas de endometriosis desarrollan endometriomas a lo largo de su vida y a menudo está asociado a otras lesiones endometriósicas de la pelvis.  El diagnóstico puede sospecharse por los síntomas, también se realizan pruebas de imagen, una ecografía abdominal o resonancia magnética, pero para obtener un diagnóstico definitivo es preciso el estudio del tejido mediante técnicas de anatomía patológica.

## Complicaciones
El endometrioma no es un tipo de cáncer, pues no tiene las características de un tumor maligno, sin embargo, puede provocar complicaciones. Si un endometrioma se rompe y su contenido se vierte en la cavidad peritoneal. Esta secreción del quiste puede hacer que los ovarios se adhieran a las trompas de Falopio, creando así bloqueos de la fertilidad y síntomas agudos como fiebre, dolor abdominal y aumento de leucocitos en sangre. El riesgo de que sobre un endometrioma se desarrolle un cáncer de ovario es pequeño, pero existe la posibilidad de que ocurra esta eventualidad.

## Tratamiento
El tratamiento del endometrioma es variable dependiendo de diferentes circunstancias, como la edad de la persona, los síntomas, si ambos ovarios están afectados o no y su estado reproductivo.
Los analgésicos y antiinflamatorios pueden aliviar el dolor pélvico. En ocasiones, se combina con un tratamiento hormonal para reducir el sangrado.
En ocasiones puede ser necesario el tratamiento quirúrgico para eliminar el quiste. Sin embargo, incluso después del tratamiento, los quistes de chocolate pueden volver a aparecer.
El tratamiento quirúrgico usualmente se practica en las siguientes situaciones:
- Quiste de más de 5 cm de diámetro
- Quiste cuya benignidad no está asegurada
- Quistes bilaterales
- Quiste que aumenta de tamaño
- Quiste asociado a una complicación de la enfermedad
- Quiste asociado a dolor pélvico grave
- Quiste asociado a infertilidad